# Parcoblatta divisa
Parcoblatta divisa je druh švába z čeledi Ectobiidae přirozeně se vyskytující ve Spojených státech amerických. Jako první tento druh v roce 1893 popsali švýcarský entomolog Henri de Saussure a švýcarský přírodovědec Leo Zehntner

## Taxonomie
Díky své morfologické podobnosti, byl původně považován za poddruh Parcoblatta pensylvanica z jihovýchodní části USA, a nazývaný byl P. pensylvanica divisa.

## Popis

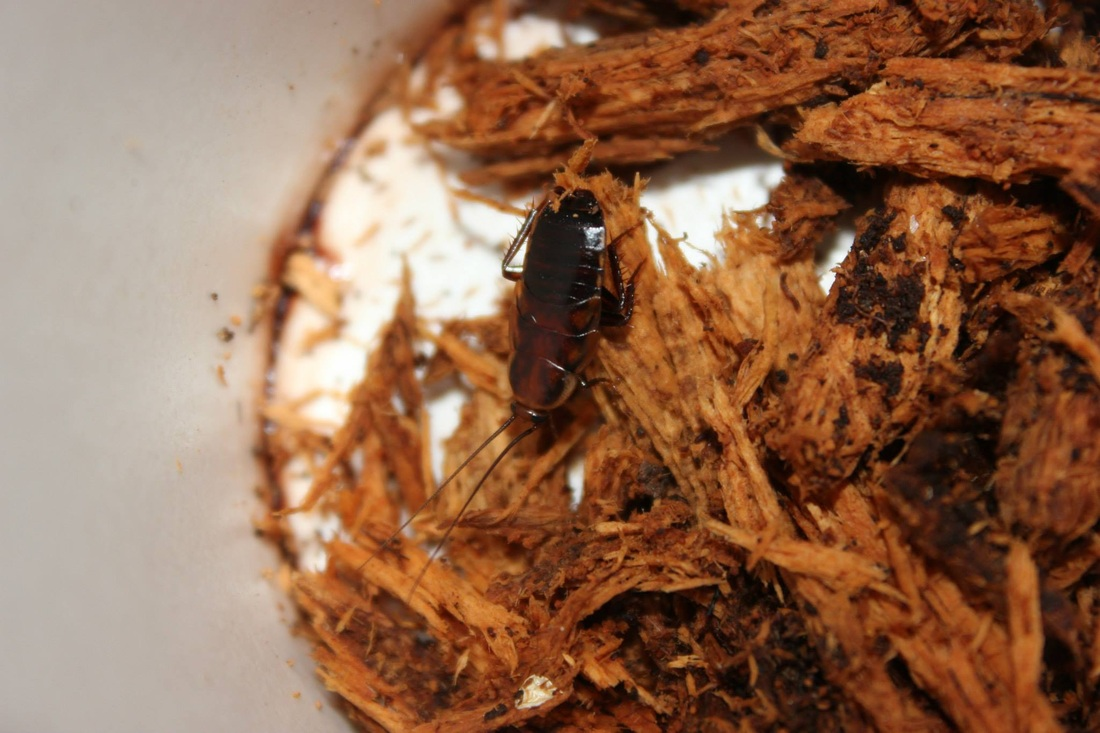
nymfy samečků P. divisa

Jedinci tohoto druhu mají typicky tmavou barvu, ale v Alachua County na Floridě se vyskytuje jedinečné bledé zbarvení. Naopak se v tomto okrese mezi stovkami vzorků nevyskytují tmaví jedinci. Délka těla u samců je 13,8 až 17,6 mm a u samiček 12,7 až 16,5 mm. Zejména samečci obou druhů (P. pensylvanica i P. divisa) se liší od dalších druhů rodu Parcoblatta tím, že jejich sedmý segment překrývá téměř celý osmý segment. Tento znak je výraznější u P. pensylvanica. Sdílí také specifický charakter výčnělků mediálního segmentu.

## Rozšíření a habitat
Tento druh žije ve východní a jihovýchodní části Spojených států amerických, včetně Alabamy, Arkansasu, Delaware, Floridy, Georgie, Kansasu, Louisiany, Marylandu, Mississippi, New Jersey, Severní Karolíny, Oklahomy, Pensylvánie, Tennessee, Texasu, Virginie a Wisconsinu.
Jedinci tohoto druhu byly nalezeni na různých stanovištích, včetně suchých borovicových lesů, dubových křovinatých oblastí a byli nalezeni v blízkosti lidských sídel, například ve vlhkých houpacích sítích na severní Floridě. Žijí i v chladných roklích podél řeky Apalachicola.
Mnoho nalezených exemplářů pocházelo ze značek připevněných ke stromů jako Pinus echinata, duby, borovice bahenní či ambroň západní. Exempláře jsou chytány pomocí nádob s návnadou v podobě melasy.